# Peru-selvagem
O peru-selvagem (Meleagris gallopavo) é uma ave nativa da América do Norte e o membro mais pesado dos Galliformes. É a mesma espécie que o peru-doméstico, o qual é o resultado da domesticação da subespécie de peru-selvagem do sul do México.
Os perus-selvagens adultos têm pernas compridas amarelo-avermelhadas a cinza-esverdeadas e corpo preto. Os machos, têm cabeça grande, avermelhada e desprovida de penas, pescoço vermelho e carúnculas vermelhas no pescoço e cabeça. Quando excitados, uma pala carnosa no bico dos machos expande-se, e esta e as carúnculas e a pele nua incham, quase tapando os olhos e o bico. A estrutura carnosa sobre o bico do macho chama-se crista. Quando um peru macho fica excitado, a sua cabeça fica azul; quando pronto para lutar, fica vermelha. Cada pé tem três dedos, e os machos têm um esporão na parte posterior de cada perna.
Os perus têm uma cauda comprida, escura e em forma de leque, e asas reluzentes cor bronze. Como muitas outras espécies de Galliformes, os perus exibem forte dimorfismo sexual. O macho é bastante maior do que a fêmea, e as suas penas têm zonas de iridescência vermelha, violeta, verde, cobreada, bronze e dourada. As fêmeas têm penas que são no geral menos vistosas, em tons de castanho e cinzento. A coloração de ambos os sexos pode perder vivacidade devido à presença de parasitas; nos machos, a coloração pode servir como indicador da saúde. As penas primárias das penas têm listas brancas.
Os perus têm entre 5000 e 6000 penas. As penas da cauda têm todas o mesmo comprimento nos adultos e comprimentos diferentes nos juvenis. Tipicamente os machos têm uma "barba", um tufo de pelos grossos (penas modificadas) que cresce a partir do centro do peito, com comprimento médio de 230 mm. Em algumas populações, 10 a 20% das fêmeas têm uma "barba", geralmente mais curta e menos espessa que a dos machos. O macho adulto pesa normalmente entre 5 e 11 kg e mede 100 a 125 cm. A fêmea adulta é tipicamente muito menor com 3 a 5,4 kg e com 76 a 95 cm de comprimento. A envergadura das asas varia entre 1,25 e 1,44 m. O maior macho de peru-selvagem de que há registo, segundo a National Wild Turkey Federation, pesava 17,2 kg.

## Subespécies
São conhecidas seis subespécies de Meleagris gallopavo :
- Meleagris gallopavo silvestris - centro e este dos Estados Unidos.
- Meleagris gallopavo osceola - Florida (localizado)
- Meleagris gallopavo intermedia - norte do Texas até ao centro-este do México.
- Meleagris gallopavo merriami - oeste dos Estados Unidos.
- Meleagris gallopavo mexicana - montanhas da meseta este e central do México.
- Meleagris gallopavo gallopavo - sul do México (de Jalisco a Veracruz e pelo sul até Guerrero).
- Meleagris gallopavof. domestica Peru-doméstico